# 特里韦河
特里韦河（Teribe River）是巴拿马西北部的一条河流，是錢吉諾拉河的主要支流。